# Fortschrittliche Volkspartei
Fortschrittliche Volkspartei (FVP) var ett vänsterliberalt och borgerligt-demokratiskt parti som skapades 1910 genom en sammanslagning av Freisinnige Volkspartei, Freisinnige Vereinigung och Deutsche Volkspartei. Partiet gick senare upp i Deutsche Demokratische Partei (DDP).